# Фернандес, Гастон
Гасто́н Ферна́ндес (исп. Gastón Fernández; род. 12 октября 1983, Ланус, Буэнос-Айрес, Аргентина) — аргентинский футболист, атакующий полузащитник.

## Биография
Воспитанник клуба «Ривер Плейт», в составе которого начал профессиональную карьеру. Выступал в первые годы карьеры за аргентинский «Расинг» и мексиканский «Монтеррей». В конце 2006 года Гастон решил перейти в «Сан-Лоренсо», поскольку тренер «Ривер Плейта» Даниэль Пассарелла посчитал, что возвращать Фернандеса в «Ривер» не было необходимости.
Гастон Фернандес стал лучшим бомбардиром своей команды в Клаусуре 2007 года, и помог «святым» выиграть чемпионский титул. По окончании турнира Фернандес должен был вернуться в «Монтеррей», но «Сан-Лоренсо» не отпустил футболиста. Однако в 2008 году игрок всё же вернулся в Мексику, но в другой клуб из Монтеррея — «УАНЛ Тигрес».
Спустя полгода «Тигрес» отдали Фернандеса в аренду в «Эстудиантес». Гастон помог своей команде добраться до финала Южноамериканского кубка, в котором клуб уступил «Интернасьоналу». В 2009 году Гастон Фернандес завоевал с «Эстудиантесом» Кубок Либертадорес, причём он отметился голом во втором финальном матче против «Крузейро» (с передачи Хуана Верона). «Эстудиантес» выиграл в гостях 2:1 (первый матч закончился со счётом 0:0) и завоевал свой четвёртый Кубок Либертадорес в истории (впервые с 1970 года).
После триумфа в Южной Америке Гастон Фернандес вернулся в «Тигрес» и помог своей команде выиграть Суперлигу — международный турнир, в котором выступают лучшие команды США и Мексики.
15 января 2014 года Фернандес подписал контракт с клубом MLS «Портленд Тимберс». В главной лиге США дебютировал 8 марта 2014 года в матче стартового тура сезона против «Филадельфии Юнион», забив гол на 93-й минуте, вырвавший для «Портленда» ничью 1:1. 3 августа 2015 года Фернандес и «Портленд Тимберс» расторгли контракт по взаимному согласию сторон.

## Титулы
- Чемпион Аргентины (3): 2003 (клаусура), 2007 (клаусура), 2010 (апертура)
- Чемпион MLS (обладатель Кубка MLS): 2015
- Чемпион Чили (1): 2017 (клаусура)
- Обладатель Кубка Либертадорес (2): 2009, 2017
- Финалист Южноамериканского кубка (1): 2008
- Победитель Североамериканской суперлиги (1): 2009